# 福永文夫
福永 文夫（ふくなが ふみお、1953年9月12日 - ）は、日本の政治学者、歴史学者。獨協大学法学部総合政策学科教授。専門は、日本政治外交史・政治学。
兵庫県生まれ。1976年神戸大学法学部卒業後、1985年同大学院法学研究科博士課程単位取得満期退学。大学院時代に五百籏頭眞のもとで学ぶ。1998年、神戸大学より博士（政治学）の学位を取得。学位論文は「占領下中道政権の形成と崩壊：GHQ民政局と日本社会党」。
1987年、姫路獨協大学専任講師。同助教授、教授を経て、2001年から獨協大学教授。2015年、『日本占領史』にて第16回読売・吉野作造賞受賞。
研究テーマは、占領期から戦後日本の政党政治。日本占領史研究会の後継である占領・戦後史研究会代表を2003年から2009年まで務めた。また、明石市（1996年～2000年）、加西市（1996年～2010年）の市史編纂にも携わっている。

## 著書

### 単著
- 『占領下中道政権の形成と崩壊：民政局と日本社会党』（岩波書店、1997年）。ISBN　978-4-00-023604-1
- 『戦後日本の再生：1945年～1964年』（丸善、2004年）。ISBN　978-4-621-07462-6
- 『大平正芳：「戦後保守」とは何か』（中公新書、2008年）。ISBN　978-4-12-101976-9
- 『日本占領史 1945 - 1952：東京・ワシントン・沖縄』（中公新書、2014年）。ISBN　978-4-12-102296-7
- 『日本占領史1945 - 1952：東京・ワシントン・沖縄　英文版』日本国際問題研究所英訳（出版文化産業振興財団、2021年）。ISBN　978-4-86658-125-5

### 編著
- 『第二の「戦後」の形成過程：1970年代日本の政治的・外交的再編』（有斐閣、2015年）。ISBN　978-4-641-14914-4

### 共編著
- 『ポスト・ベッドタウンシステムの研究』雨宮昭一・獨協大学地域総合研究所共編著（丸善プラネット、2013年）。ISBN　978-4-86345-164-3
- 『戦後とは何か：政治学と歴史学の対話』（上・下）河野康子共編（丸善出版、2014年）。ISBN　978-4-621-08832-6（上）、ISBN　978-4-621-08833-3（下）
- 朝賀昭『田中角栄：最後の秘書が語る情と智恵の政治家』服部龍二・雨宮昭一・若月秀和共編（第一法規、2015年）。ISBN　978-4-474-02917-0

### 編纂史料
- 『GHQ民政局資料・占領改革／第2巻：選挙法・政治資金規正法』（丸善、1997年）。ISBN 4621044095
- 『GHQ民政局資料・占領改革／第3巻：議会・政党』（丸善、1999年）。ISBN 4-8395-0133-5
- 『GHQ民政局資料・占領改革／第10巻：経済・社会・文化』（丸善、2000年）。ISBN 4-8395-0162-9
- 『GHQ民政局資料・占領改革／別巻：民政局資料総索引』天川晃共編（丸善、2002年）。ISBN　4-8395-0216-1
- 『大平正芳全著作集』（全7巻）監修（講談社、2010 - 2012年）。
- 『芦田均日記 1905-1945』（全5巻）下河辺元春共編（柏書房、2012年）。ISBN　978-4-7601-4064-0（セット）※巻ごとのISBNもあり。
- 『河上丈太郎日記 1949-1965年』「関西学院と社会運動人脈」研究会共監修、関西学院大学出版会、2014年）。ISBN　978-4-86283-160-6
- 『森田一：大平正芳秘書官日記』井上正也共編（東京堂出版、2018年）。ISBN　978-4-490-20984-6　※1970年代の日記

## 映画出演
- 戦車闘争 (映画) - （2020年12月公開 ドキュメンタリー映画[8]）